# Los Hornos (Sonora)
Los Hornos es un ejido del municipio de Cajeme ubicado en el sur del estado mexicano de Sonora, en la zona del valle del Yaqui. Según los datos del Censo de Población y Vivienda realizado en 2020 por el Instituto Nacional de Estadística y Geografía (INEGI), Los Hornos tiene un total de 707 habitantes.

## Geografía
Los Hornos se sitúa en las coordenadas geográficas 27°42'54" de latitud norte y 109°54'02" de longitud oeste del meridiano de Greenwich, a una elevación de 46 metros sobre el nivel del mar.